# イシモチソウ
イシモチソウ Drosera はモウセンゴケ科モウセンゴケ属の食虫植物。茎生葉には粘液滴がつき、これで小石を粘りつけて持ち上げることができるとして和名がある。また茎生葉が三日月形～楯形であり、学名および英名の由来となっている（いずれも「楯」を意味するラテン語: pelta、英語: shield より）。

## 特徴
形態
地中に5mm～6mm程度の塊根を持ち、春先に根生葉から茎を直立させ、高さ10cm～30cm程度となる。
茎からは茎生葉として、長さ10mm～15mm程度の葉柄の先に、幅4mm～6mmの三日月型の捕虫葉を疎らに互生する。同属のモウセンゴケ等と同様に、葉身または葉縁から生える長い腺毛の先端の粘液滴で昆虫等の小動物を粘りつけ、傾性運動により包み込んで捕獲し、粘液に含まれる消化酵素にて分解、吸収して養分とする。
花季は5月～6月で、茎の上部または頂部に総状花序として2個～10個の白色の花をつける。花弁は6mm～8mm程度、花弁は5枚で広倒卵形。午前10時頃に開花し、午後には閉じる。花期には根生草が枯れる。
花が終わった後、広楕円形の種子を持つ球形の蒴果をつけ、夏以後は塊根による休眠に入る。

## 分布と生育環境
日本では本州の関東以西から九州、それに琉球列島の西表島に分布が知られているが、九州と琉球では既に絶滅したとも言われている。国外では朝鮮半島、中国、台湾に分布すると大橋他編2017) にはあるが、これは下記の D. peltata の変種としての扱いでのものである。ただし、下記のように最近分類的な扱いが変わって独立種とされるようになり、それによると本種の分布域は南はシドニーから北は日本の本州(富山)、西はタジキスタン東部に及ぶ。また国内の分布に関しては伊豆諸島の新島から新たに分布が確認されている。
日当りがよくて湿った酸性の土地に生える。国外においては熱帯域では標高3600mにまで生育地がある。
なお、本種の生育パターン、春に芽を出して夏には地上部が枯れてしまう、というものはイチリンソウ属のものなどに代表されるスプリングエフェメラルに類似しており、ただしそれらでは春先に開花するのに対して本種は夏に花を付ける点で異なるが、このような生活史を持つものは珍しいという。

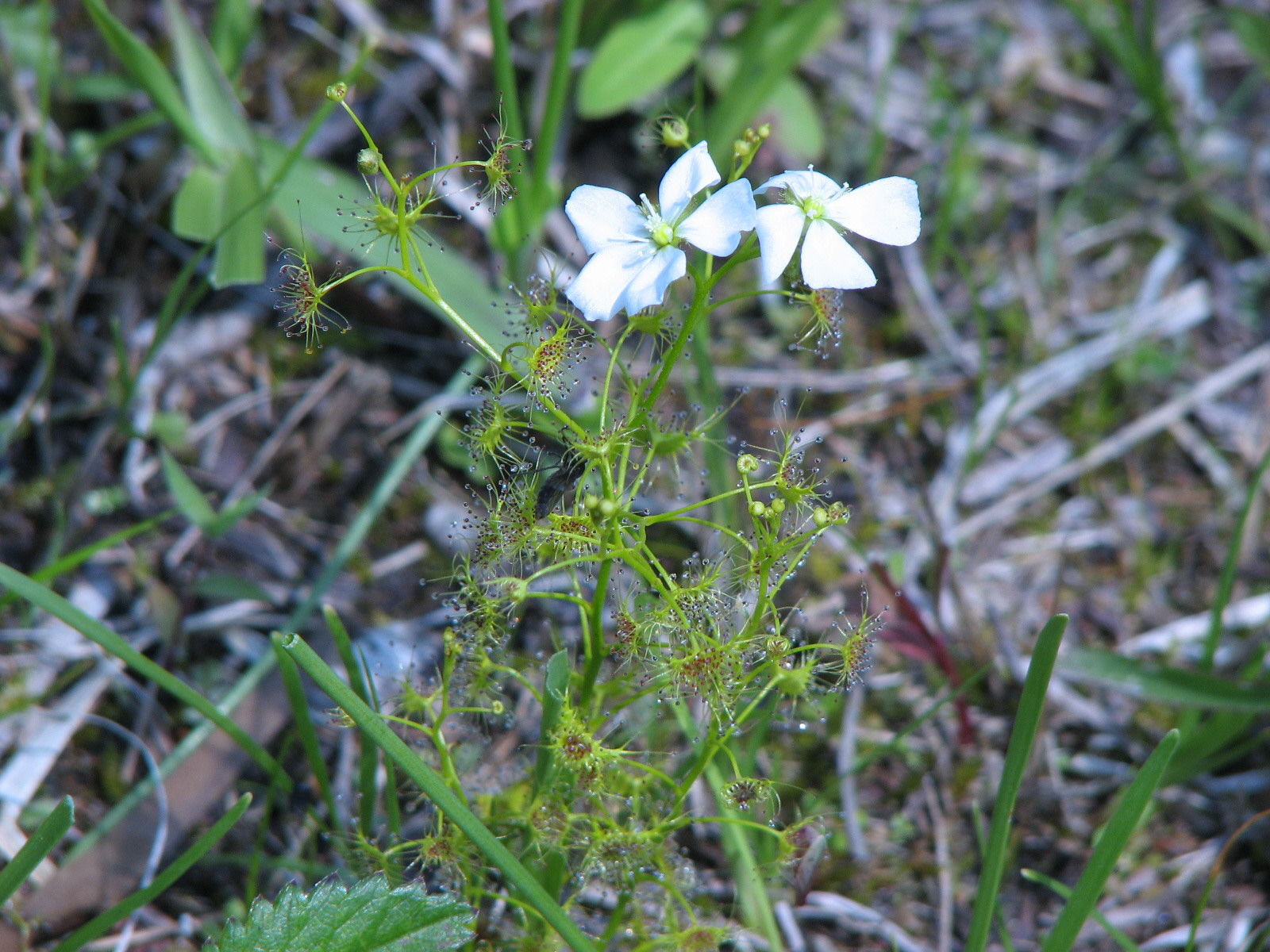
イシモチソウ(日本型)の花 成東・東金食虫植物群落
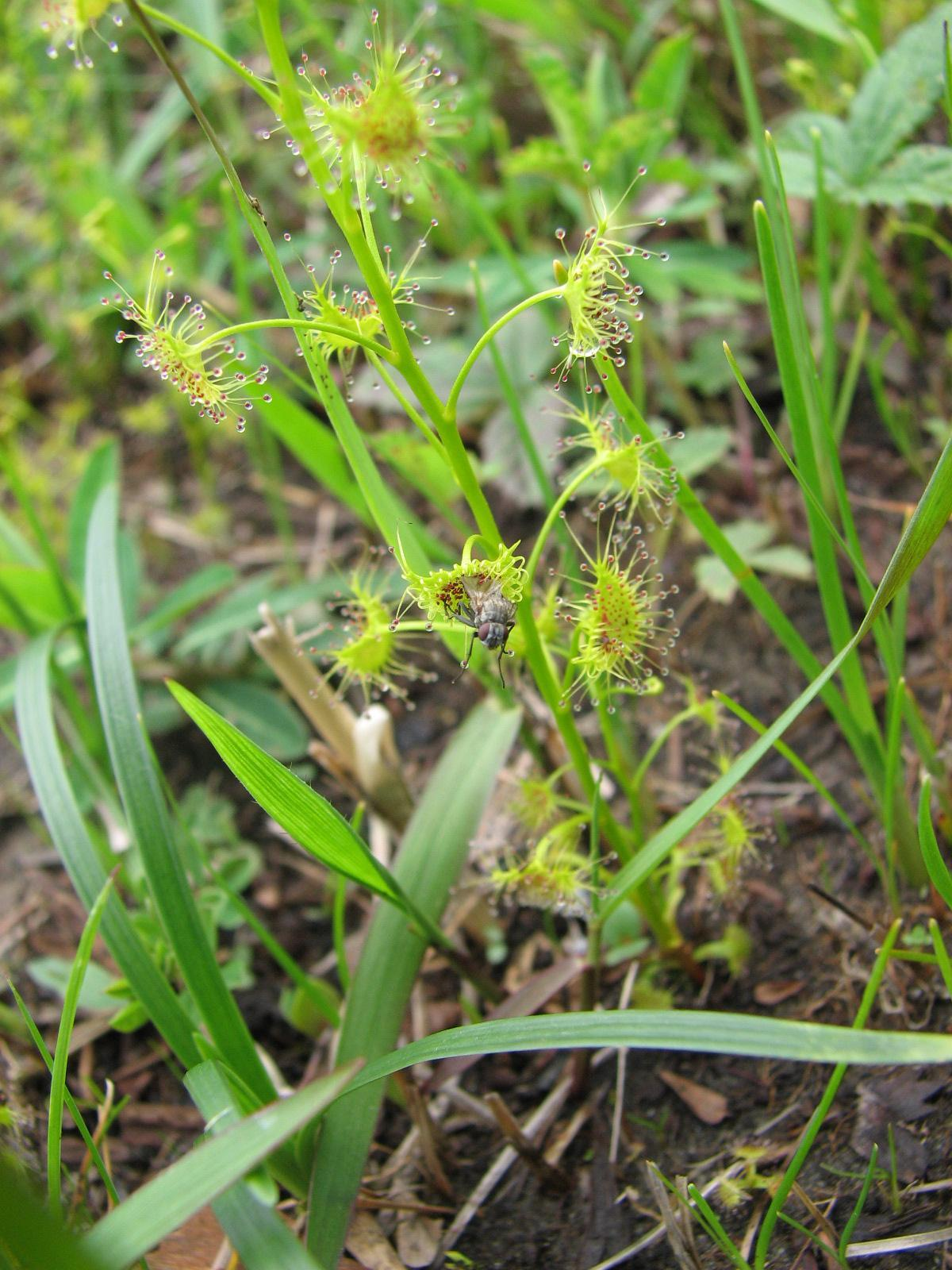
ハエを捕らえたイシモチソウ(日本型)
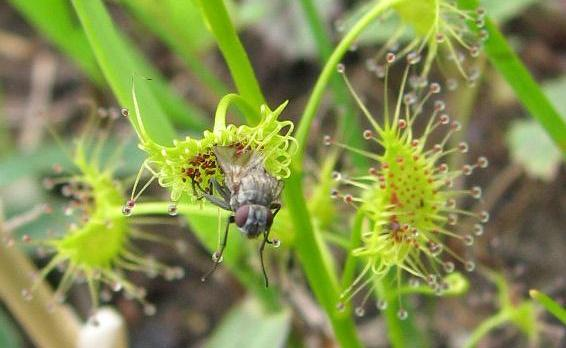
ハエを捕らえたイシモチソウ(日本型)の葉(拡大)
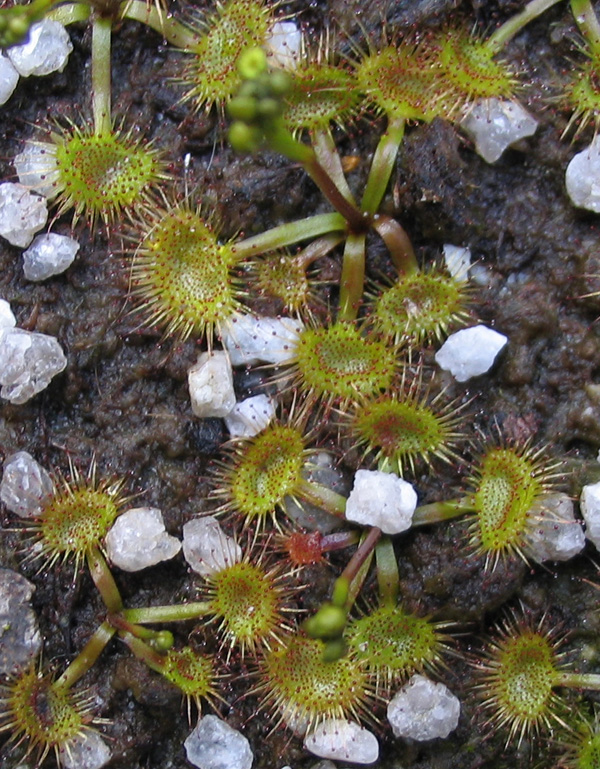
根生葉のロゼット
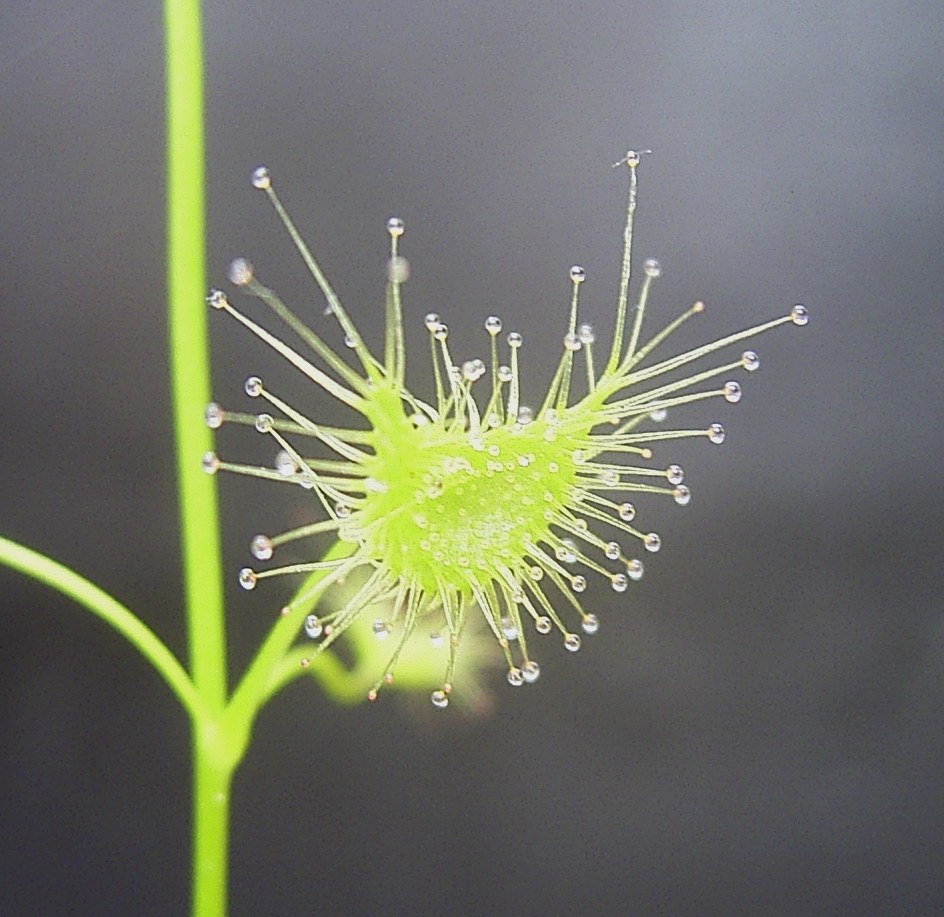
葉の拡大写真
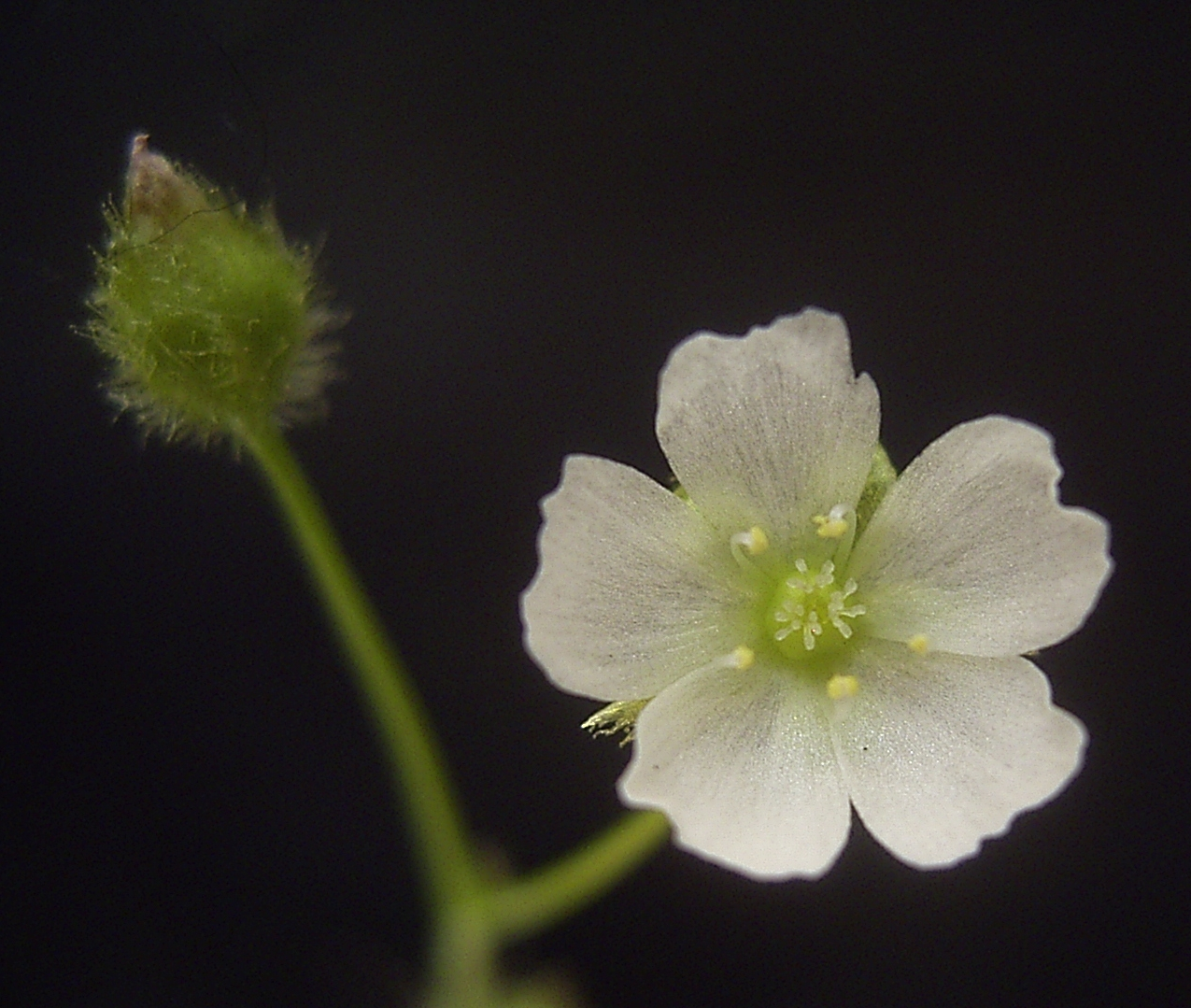
花の拡大写真

## 分類など
本種の所属するモウセンゴケ属は世界に約100種があり、日本には6種程が分布しているが、ほとんどは茎が立ち上がって伸びることがなくて根出葉のみを出すものであり、本種のように茎が立ち上がり、地下に塊茎を作るのは本種のみである。同じく茎が立つものにナガバノイシモチソウ D. indica があるが、この種は1年生で地下部が発達せず、葉は長さ4～7cmの狭線形であるため、本種と見間違えるようなものではない。
日本では塊茎を持つモウセンゴケ属のものは本種しかないが、オーストラリアに分布する約65種のモウセンゴケ属の内、約半数が地下に塊茎を形成する種である。そのほとんどはごく狭い分布域しか持たないが、例外的に広い分布域を持つのが本種（を含むD. peltata種群）である。オーストラリアでは東部に分布し、そこからニューギニア、マレーシア、インド、ネパール、中国から日本までの分布域を持つ。これについて、本種を含む植物群がゴンドワナ大陸に分布源を持ち、インド亜大陸に乗ってヒマラヤに広がったとの考えがある。
塊茎を持つモウセンゴケ属は南アフリカとオーストラリアに分布の中心があり、これらの地域は雨季と乾季が交代する地域であり、冬に当たる雨期に成長し、乾期である夏には休眠するという生活環を持っている。本種が夏期に休眠するのはこの習性を日本の環境で引き継いでいると見なすこともできる。
なお、本種は長らく D. pelttata Thunb. var. nipponica (Masam.) Ohwi の学名で知られてきた。これは元をたどると D. nipponica として1933年に記載されたものをOhwi が1953年に D. peltata の変種としたものである。D. peltata は亜属 Subgenus Ergaleium の種の1つで北は南中国、東は日本列島から朝鮮南部、インドシナからフィリピンを通ってインドネシア、ニューギニア、西南部および東オーストラリアとニュージーランド、西に向かってはインド亜大陸、スリランカやネパールまでと広い分布域を持ち、様々な形のものを含む複合的な種と見なされてきた。Gibson et al.(2012)はこれらを全体的に見直し、表記の学名とした。特徴としては萼片の縁が細かい毛状にならず、種子が卵形で表面の細孔が浅いことが上げられている。ただし上記の分布域で食い違いがあることからも分かるように、従来の変種 D. peltata var. nipponica がそのまま D. lunata に変更された、というものではなく、その範囲はかなり大きく広げられているようで、その辺り、今後議論となるのかもしれない。

## 利用
食虫植物として栽培されることがある。夏季には休眠する種であるが、乾期に合わせて管理する必要は無いが、休眠中の状況を把握するのは難しく、長期の栽培は容易ではない。
古くは16世紀の李時珍の『本草綱目』に薬用植物として取り上げられており、中国では古くより薬用に用いられた。

## 保護上の位置づけ
湿地の環境の変化や遷移の進行、それに園芸用の採集圧などが懸念されている。湿地の場合、富栄養化してアシなどの背の高い植物が入り込むと衰退する、との話もある。
- 準絶滅危惧（NT）（環境省レッドリスト）

- 都道府県版レッドデータブック

絶滅(EX)神奈川県
絶滅危惧I類(CR+EN)茨城県、千葉県、石川県、京都府、奈良県、和歌山県、徳島県、愛媛県、山口県
絶滅危惧II類(VU)静岡県、愛知県、岐阜県、三重県、大阪府、広島県
準絶滅危惧(NT)兵庫県、岡山県、香川県
その他滋賀県（分布上重要種）